# Villemur
Villemur település Franciaországban, Hautes-Pyrénées megyében. Lakosainak száma 65 fő (2022. január 1.). Villemur Devèze, Gensac-de-Boulogne, Saint-Loup-en-Comminges, Bazordan, Lalanne, Monléon-Magnoac és Pouy községekkel határos.

## Népesség
A település népessége az elmúlt években az alábbi módon változott:
| Lakosok száma | 60   | 56   | 58   | 59   | 61   | 60   | 60   | 59   | 65   |
|               | 2013 | 2015 | 2016 | 2017 | 2018 | 2019 | 2020 | 2021 | 2022 |